# Pacific Forum Line
Die Pacific Forum Line (PFL) ist eine Schifffahrtsallianz des Pacific Islands Forum mit Sitz in Auckland, Neuseeland. 

## Unternehmen
Das Unternehmen wurde 1978 von 12 Pacific-Forum-Länder als eine Art Schifffahrtsallianz gegründet und dient seither zur Sicherung der maritimen Handelsdienste im pazifischen Raum sowie zur Förderung der wirtschaftlichen Entwicklung im Pazifik. Ihre Einrichtung wurde nötig, da mit der immer weiteren Verbreitung von Containern immer weniger Frachtschiffe die kleinen Staaten des Südpazifiks anliefen. Das Unternehmen dient also nicht nur der Erwirtschaftung von Gewinnen, sondern auch der regionalen Entwicklung.
Die Regierung von Neuseeland hielt noch im Jahr 2012 an der in Samoa registrieren Gesellschaft 23,1 % der Aktien, aber nur 8,3 % Stimmrechtsanteile, da die Stimmen gleichmäßig unter den 12 Mitgliedsstaaten des South Pacific Forum verteilt wurden.
Mit einem verjüngten Service-Netzwerk deckt die Pacific Forum Line, die Stand 2018 von dem Unternehmen Neptune Pacific Line verwaltet wird, Samoa, Tonga, Cook Islands, Fidschi und Papua-Neuguinea ab.

## Schiffe
Das Unternehmen betrieb 2018 noch sechs Schiffe, die Capitaine Cook, die Capitaine Dampier, die Capitaine Tasman, die Southern Lily, die Micronesian Pride und die Forum Samoa 4.